# 羽崎やすみ
羽崎 やすみ（はざき やすみ、2月26日 - ）は、日本の漫画家。

## 作品リスト

### 連載中の作品
- 学園ルンバ（GUSH、海王社）
- なでしこDIARY（まんがタウン、双葉社）

### 連載が終了した作品
- MY SWEET ムサシ（まんがくらぶオリジナル（竹書房））
- おきらくリバース（まんがくらぶオリジナル（竹書房））
- 奇跡でGO!
- 月光クロイツ
- ダディ・DANDY

### 単行本
- 学園ルンバ（ガストコミック（桜桃書房）、1 - 2巻）
- 月光クロイツ（クリムゾンコミックス（創美社）、全3巻）
- 奇跡でGO!（クリムゾンコミックス（創美社）、全3巻）
- ダディ・DANDY（ビブロスコミックス（青磁ビブロス））
- 更級日記（NHKまんがで読む古典シリーズ（角川書店））※「羽崎安実」名義
- 蜻蛉日記（NHKまんがで読む古典シリーズ（角川書店））※「羽崎安実」名義